# Mirazur
43°47′09.2″ пн. ш. 7°31′40.6″ сх. д. / 43.785889° пн. ш. 7.527944° сх. д.
Mirazur — ресторан у місті Ментона (Франція), створений шеф-кухарем Мауро Колагреко. 2019 року названий найкращим рестораном світу за версією британського журналу «Restaurant». Відзначений також трьома зірками Червоного гіду Мішлен.

## Загальні відомості
Ресторан, створений аргентинцем Мауро Колагреко на Лазуровому березі біля самого франко-італійського кордону в апельсиново-лимонному гаю з видом на море, спеціалізується на сучасній французькій кухні. Його хітами є червоні глибоководні креветки зі спаржею, огірочником і квітками дикого часнику. Більшість фруктів, овочів і трав Мауро Колагреко вирощує у власному саду, де росте більше сотні їх найменувань: зелена цибуля, шавлія, абсент, 40 сортів помідорів, броколі, буряк, морква, крес-салат тощо. Команда кухарів Mirazur складається з трьох італійців, двох аргентинців, японця і мексиканця. Вони щодня збирають врожай в саду, необхідний для приготування якісних страв. Як основна страва часто використовується риба, яка вранці виловлюється в Середземному морі.

## Рейтинги
2009 року ресторан посів 35 місце у світі за версією журналу «Restaurant»,, 24 місце в 2012, 28 місце в 2013.
Після нагородження 2-ма зірками Мішлен рейтинг ресторану швидко покращився до 11 місця в 2014 році,, до 6 місця в 2016 році
Мауро Колагреко визнавався найкращим шеф-кухарем року за версією гіда Го-Мійо.
Далі ресторан посів 4-е місце в 2017 році, а в 2018 році потрапив до трійки найкращих ресторанів світу.
2019 року Mirazur був названий найкращим рестораном світу за версією журналу «Restaurant», а також отримав третю зірку від Мішлен.

## Адреса і телефон
30 Avenue Aristide Briand 06500 Menton, +33 4 92 41 86 86